# 火工品組成物
火工品組成物 (かこうひんそせいぶつ、英:pyrotechnic composition) とは、非爆発性の自己持続性発熱反応の結果として、熱、光、音、ガス／煙、またはこれらが複合した欲しい効果を生み出すように設計された組成物である。
火工品組成物のうち有名なものは爆薬だが、花火のように爆発的なガスよりも任意の色の光を必要とする場合、炎色反応を利用するため色に応じた金属元素をまぜる。
また、固体燃料ロケットでは瞬間的な爆発ではなく長時間の燃焼が求められ、爆薬や火薬は必ずしも適さない。
このように、火工品組成物は異なる用途に応じて様々な組成があり、爆薬や火薬以外にも様々な物質が使用されている。
ただ、火工品組成物は、反応を維持するために外部からの酸素を必要としない点は共通する。

## 種類
火工品組成物には次のようなものがある。
- 閃光粉 –  非常に速く燃え、爆発や明るい閃光を発生させる
- 火薬 – 閃光薬よりも遅く燃え、大量のガスを発生する
- 固体燃料推進剤 – 大量の高温ガスを生成し、ロケットや発射体の運動エネルギー源として使用される。
- 起爆薬 –
- 花火用起爆剤-
- ガス発生器 – 大量のガスを短時間で生成する（アクチュエータや射出装薬用、固体推進剤を使用することが多い）か、流量を制御する（化学酸素発生器など、テルミットのような組成物を使用することが多い）
- 放出薬 – 燃焼速度が速く、短時間で大量のガスを発生し、コンテナからペイロードを射出するのに使用される。パラシュートの展開等に用いられる。
- burst charges – 急速に燃焼し、短時間で大量のガスを発生し、容器を破砕して内容物を噴出させるのに使用される。
- smoke compositions – - ゆっくり燃えて、無色または色のついた煙を出す
- delay compositions – 一定の低速で燃焼し、点火を遅延させるために使用される。
- pyrotechnic heat sources – 大量の熱を発生し、ガスはほとんどまたは全く発生せず、燃焼速度が遅く、テルミットのような組成のものが多い。
- sparklers – 白色または有色の火花を発する。手持ち花火に用いられる。
- flares – ゆっくり燃え、大量の光を発し、照明弾や信号弾に使用される。
- coloured fireworks compositions – 光、白、または色を作り出す。

一部の火工品組成物は、産業および航空宇宙分野において、ガス発生装置（エアバッグ等）における大容量ガス発生、分離ボルト、その他類似の用途の火工品に用いられる。また、ミサイルデコイフレア、閃光弾、スタングレネード等、大量の騒音、光、赤外線を発生させる必要がある軍事用火工品にも用いられる。現在、軍では新たな種類の反応性材料組成物の研究が進められている。
多くの花火用組成物、特にアルミニウムと過塩素酸塩を含むものは、摩擦、衝撃、静電気に対して非常に敏感となる。0.1～10ミリジュールというわずかな火花でも、特定の混合物は点火する可能性がある。